# پیرسیبریج
پیرسیبریج (به انگلیسی: Piercebridge) یک روستا و محله مدنی در بریتانیا است که در Darlington واقع شده‌است. پیرسیبریج ۱۱۳ نفر جمعیت دارد.